# Abbaye de Bonnaigue
L'abbaye Notre-Dame de  Bonnaigue est une  abbaye cistercienne située sur la commune de Saint-Fréjoux, en Corrèze.

## Historique
Elle aurait été fondée en 1143, selon la tradition, par Étienne de Vielzot et les moines cisterciens de l'abbaye d'Aubazine. Les terres, qui appartenaient aux seigneurs d'Ussel, ont fait l'objet d'une donation en 1157.

## Description
De l'abbaye, il reste l'église, remaniée aux XVIIe et XVIIIe siècles. Les bâtiments conventuels ont beaucoup souffert après la vente de l'abbaye comme bien national et ce qu'il en reste sert d'exploitation agricole.
On remarque une belle fontaine.
Quelques vestiges ont été conservés en dehors du site : un fragment d'une Bible du XIIIe siècle se trouve aux archives municipales d'Ussel et un chapiteau au Musée du pays d'Ussel.

## Filiation et dépendances
Bonnaigue est fille de l'abbaye d'Aubazine.